# Couesnon Marches de Bretagne
Couesnon Marches de Bretagne (bretonisch: Kouenon Marzoù Breizh) ist ein französischer Gemeindeverband mit der Rechtsform einer Communauté de communes im Département Ille-et-Vilaine in der Region Bretagne. Er wurde am 12. Dezember 2016 mit Wirkung zum 1. Januar 2017 gegründet und umfasst 15 Gemeinden (Stand: 1. Januar 2019). Sitz der Verwaltung ist Maen Roch.

## Gründung
Als Nachfolgeorganisation der Gemeindeverbände Antrain Communauté und der Coglais Communauté Marches de Bretagne entstand sie am 1. Januar 2017.

## Historische Entwicklung
Mit Wirkung vom 1. Januar 2019 gingen die ehemaligen Gemeinden Saint-Marc-le-Blanc und Baillé in die Commune nouvelle Saint-Marc-le-Blanc auf. Ebenso gingen die ehemaligen Gemeinden Antrain, La Fontenelle, Saint-Ouen-la-Rouërie und Tremblay in die Commune nouvelle Val-Couesnon auf. Dadurch verringerte sich die Anzahl der Mitgliedsgemeinden auf 15.

## Mitgliedsgemeinden
| Gemeinde                     | Gallo                 | Bretonisch            | Einwohner (2022) | Fläche (km²) | Code postal | Code Insee |
| ---------------------------- | --------------------- | --------------------- | ---------------- | ------------ | ----------- | ---------- |
| Bazouges-la-Pérouse          | Bazój-la-Pérózz       | Bazeleg-ar-Veineg     | 1.865            | 58,18        | 35560       | 35019      |
| Chauvigné                    | Chauvinyaé            | Kelvinieg             | 807              | 17,71        | 35490       | 35075      |
| Le Châtellier                | Le Chastelier         | Kasteller             | 427              | 13,43        | 35133       | 35071      |
| Le Tiercent                  | Le Tierczant          | An Tergant            | 194              | 3,70         | 35460       | 35336      |
| Les Portes du Coglais        |                       | Dorioù-ar-Gougleiz    | 2.235            | 40,71        | 35460       | 35191      |
| Maen Roch                    |                       | Maen Roc'h            | 5.093            | 39,11        | 35460       | 35257      |
| Marcillé-Raoul               | Marcilhae-Raóll       | Marc'helleg-Raoul     | 737              | 22,41        | 35560       | 35164      |
| Noyal-sous-Bazouges          | Nóyau                 | Noal-Bazeleg          | 382              | 14,83        | 35560       | 35205      |
| Rimou                        | Rimó                  | Rivoù                 | 350              | 13,28        | 35560       | 35242      |
| Romazy                       | Romaziu               | Rovazil               | 275              | 7,18         | 35490       | 35244      |
| Saint-Germain-en-Coglès      | Saent-Jermaen-an-Cogl | Sant-Jermen-Gougleiz  | 2.091            | 32,09        | 35133       | 35273      |
| Saint-Hilaire-des-Landes     | Saent-Ilaèrr          | Sant-Eler-al-Lann     | 1.032            | 18,27        | 35140       | 35280      |
| Saint-Marc-le-Blanc          | Saent-Mard-le-Blaunc  | Sant-Mezar-Elvinieg   | 1.567            | 22,76        | 35460       | 35292      |
| Saint-Rémy-du-Plain          | Saent-Remi-deü-Plaen  | Sant-Revig-ar-Plaen   | 808              | 14,87        | 35560       | 35309      |
| Val-Couesnon                 |                       | Traoñ-Kouenon         | 4.084            | 79,01        | 35460 35560 | 35004      |
| Couesnon Marches de Bretagne |                       | Kouenon Marzoù Breizh | 21.947           | 397,54       | -           | -          |